# Гиллерн, Вильгельмина фон
Вильгельмина фон Гиллерн (нем. Wilhelmine von Hillern; 11 марта 1836, Мюнхен — 15 декабря 1916 или 25 декабря 1916, Ашау-им-Кимгау, Королевство Бавария) — немецкая актриса и писательница. Дочь актрисы и писательницы Шарлотты Бирх-Пфейфер.

## Биография
Вильгельмина выросла в Берлине и сделалась актрисой в Готе. В 1857 она вышла замуж за юриста во Фрайбурге-им-Брайсгау. 8 декабря 1882 её муж скончался. После этого писательница жила в Обераммергау и Тутцинге.
Важнейшие романы и рассказы были написаны фон Гиллерн в 1860-е и 1870-е годы. Один из них, Only a Girl, был переведён Аннис Ли Уистер на английский язык.
Произведение Die Geyer-Wally послужило основой для либретто последней и наиболее успешной оперы итальянского композитора Альфредо Каталани Валли.